# Cassiope myosuroides
Cassiope myosuroides là một loài thực vật có hoa trong họ Thạch nam. Loài này được W.W.Sm. mô tả khoa học đầu tiên năm 1917.